# Литерленд, Джей
Джей Литерленд (англ. Jay Litherland; род. 24 августа 1995, Осака) — американский пловец. Чемпион летней Универсиады, призёр чемпионатов мира 2017 и 2019 годов. Серебряный призёр Олимпийских игр 2020 в Токио.

## Карьера
Родился Джей в Осаке в Японии.
Он участвовал в летней Универсиаде 2015 года в Кванджу, где стал чемпионом на дистанции 400 метров комплексным плаванием.
На Олимпийских играх в 2016 году в Бразилии он принял участие в соревнованиях в составе сборной США. На дистанции 400 метров комплексным плаванием стал 5-м.
На чемпионате мира 2019 года в корейском Кванджу стал вторым на дистанции 400 метров комплексным плаванием, уступив победителю Дайи Сэто 0,27 секунды.